# Communauté de communes du Bassin de Neufchâteau
Die Communauté de communes du Bassin de Neufchâteau war ein französischer Gemeindeverband mit der Rechtsform einer Communauté de communes in den Départements Vosges und Haute-Marne der Region Grand Est. Der Gemeindeverband wurde am 22. November 2012 gegründet und umfasste 42 Gemeinden. Der Verwaltungssitz befand sich in der Stadt Neufchâteau. Die Besonderheit lag in der Département-übergreifenden Struktur der Gemeinden.

## Historische Entwicklung
Der Gemeindeverband entstand mit Wirkung vom 1. Januar 2013 durch de Fusion der Vorgängerorganisationen
- Communauté de communes du Pays de Jeanne,
- Communauté de communes du Pays des Côtes et de la Ruppe und
- Communauté de communes du Pays de Neufchâteau.

Außerdem schlossen sich elf weitere Gemeinden dem Verband an.
Mit Wirkung vom 1. Januar 2017 fusionierte der Gemeindeverband mit der Communauté de communes du Pays de Châtenois und bildete so die Nachfolgeorganisation Communauté de communes de l’Ouest Vosgien.

## Ehemalige Mitgliedsgemeinden

### Département Vosges
1. Autigny-la-Tour
2. Autreville
3. Avranville
4. Bazoilles-sur-Meuse
5. Brechainville
6. Certilleux
7. Chermisey
8. Circourt-sur-Mouzon
9. Clérey-la-Côte
10. Coussey
11. Domrémy-la-Pucelle
12. Frebécourt
13. Fréville
14. Grand
15. Greux
16. Harmonville
17. Jainvillotte
18. Jubainville
19. Landaville
20. Lemmecourt
21. Liffol-le-Grand
22. Martigny-les-Gerbonvaux
23. Maxey-sur-Meuse
24. Midrevaux
25. Moncel-sur-Vair
26. Mont-lès-Neufchâteau
27. Neufchâteau
28. Pargny-sous-Mureau
29. Pompierre
30. Punerot
31. Rebeuville
32. Rollainville
33. Ruppes
34. Sartes
35. Seraumont
36. Sionne
37. Soulosse-sous-Saint-Élophe
38. Tilleux
39. Trampot
40. Tranqueville-Graux
41. Villouxel

### Département Haute-Marne
1. Liffol-le-Petit